# Беккариа, Манфредо
Манфредо (или Манфредино) Беккариа (итал. Manfredi (Manfredino) Beccaria; XIII век, Павия — 22 марта 1322 год, Павия) — представитель рода Беккариа, правитель Павии с 1282 по 1322 годы.

## Биография
Родился Манфредо предположительно в середине XIII века в Павии. Он был представителем знатного рода Беккариа. Дед Манфредо Мурро Беккариа был народным капитаном Павии и возглавлял партию гибеллинов в этом городе. Отец умер между 1279 и 1282 годами и Манфредо получил звание народного капитана Павии. В 1287 году стал подеста Павии. В том же году он заключил союз с рядом итальянских городов, графом Амадеем V Савойским и архиепископом Милана Оттоне Висконти против Вильгельма VII Монфератского. В мае 1289 года в городе начались беспорядки, спровоцированные гвельфами, но гибеллинам удалось вытеснить оппозицию из города. Лидеры гвельфов в том числе граф Филиппоне ди Лангоско и епископ Гвидо Заззи бежали к Вильгельму VII Монферратскому. Армия маркграфа Монферратского двинулась на Павию. Манфредо Беккариа выступил на встречу, что бы сразится с ними в открытом бою, но из-за предательства городской милиции вынужден был пойти на переговоры и отступил в Милан под защиту Висконти. 17 июня 1289 года Вильгельм VII вступил в Павию. В 1290 году Манфредо удалось вернуть Павию, где он правил до февраля 1300 года.
В 1300 году гвельфы во главе с ди Лангоско захватили власть в Павии и изгнали Беккариа. В 1315 году Маттео I Висконти вытеснил гвельфов из Павии и изгнана ди Лангоско из города. Это позволило Беккариа вернутся в Павию. Беккариа вернули свое имущество и утраченую власть. Умер Манфредо Беккариа 22 марта 1322 года. Ему унаследовал его сын Муссо.